# Le Cercle : Rings
Pour les articles homonymes, voir Le Cercle et Rings.
Série
Le Cercle 2
(2005)
Pour plus de détails, voir Fiche technique et Distribution.
Le Cercle : Rings ou Les Cercles au Québec (Rings) est un film d'horreur américain réalisé par F. Javier Gutiérrez et sorti en 2017. Il s'agit du troisième volet de la franchise The Ring et d'une suite directe du film Le Cercle de Gore Verbinski, sorti en 2002, ignorant les événements du film Le Cercle 2 de Hideo Nakata, sorti en 2004. Il prend donc place treize ans après les événements du film original. Le film met en vedette Matilda Lutz, Alex Roe, Aimee Teegarden et Johnny Galecki. Bien qu'il soit un échec critique, le film a été un succès au box-office en rapportant 83 millions de dollars de recettes mondiales, remboursant donc largement son budget de 25 millions de dollars.
Le film débute avec Julia qui est inquiète pour son petit-ami, Holt, explore la sombre légende urbaine d'une mystérieuse cassette vidéo tuant la personne l'ayant visionnée sept jours après. Cependant, Julia se sacrifie pour le sauver, visionne la cassette, et fait une terrible découverte : il y a un « film dans le film » que personne n'a encore jamais découvert.

## Synopsis
En 2013, dans un avion à destination de Seattle, un homme révèle à une passagère qu'il a regardé la vidéo maudite de Samara Morgan. Cette passagère révèle qu'elle aussi a regardé la vidéo maudite, et demande à l'homme s'il en a fait une copie : il répond qu'il ne l'a pas fait. Quelques instants plus tard, le fantôme vengeur de Samara fait en sorte que l'avion se crashe, tuant tous les passagers.
Deux ans plus tard, en 2015, le professeur d'université Gabriel Brown achète un magnétoscope, et découvre la cassette vidéo à l'intérieur. Ailleurs, l'étudiante Julia voit son petit ami Holt aller à l'université mais s'inquiète lorsqu'il ne lui donne plus de ses nouvelles. Elle se décide à le trouver lorsqu'une fille paniquée la contacte sur Skype pour lui demander où se trouve Holt. Julia rencontre Gabriel et trouve un groupe de personnes connues sous le nom de Sevens, qui sont impliqué(e)s dans une expérience impliquant la vidéo maudite. Le groupe se filme en train de regarder la vidéo avant de passer les images à d'autres personnes, appelées "Suiveurs".
Julia reconnaît la fille paniquée, Skye, qui l'emmène dans son appartement pour lui faire regarder la vidéo, mais Holt la prévient de ne pas le faire. Julia s'enferme dans la salle de bains pendant que le fantôme vengeur de Samara tue Skye. Holt révèle qu'il a également regardé la vidéo et qu'il lui reste douze heures à vivre. Julia regarde sa copie et lorsqu'elle décroche le téléphone, elle a la vision d'une porte. Le téléphone brûle une marque sur la paume de sa main. La version de la vidéo de Julia ne peut être copiée et contient des images supplémentaires d'une femme mystérieuse : elle se rend compte qu'ils doivent incinérer le corps de Samara.
Gabriel les envoie dans la vallée du Sacrement, où Samara a été enterrée correctement après que les habitants de l'île de Moesko aient refusé d'accepter la crémation de son corps. Il se rend compte que la marque sur la main de Julia est en braille, la traduit et va les avertir. Julia et Holt trouvent une tombe profanée, mais quand ils y entrent par effraction, ils la trouvent vide. Ils sont capturés et emmenés chez un aveugle répondant au nom de Galen Burke, qui prétend que le corps de Samara a été enterré par le prêtre local, mais une inondation est venue, le conduisant à l'enterrer dans un champ de potier à l'extérieur de la ville.
En route pour trouver le corps de Samara, Julia et Holt sont arrêtés en raison d'un accident de voiture et apprennent que Gabriel était impliqué dans l'affaire de la vidéo maudite. Il essaie d'avertir Julia et Holt de sa découverte mais est électrocuté par la chute d'un poteau électrique. Après avoir eu une vision de la mère de Samara, Evelyn, Julia et Holt retournent en ville. Julia se rend à l'église et découvre une chambre cachée sous le clocher, trouvant des preuves qu'Evelyn y a été emprisonnée alors qu'elle était enceinte, détenue en captivité par le prêtre après avoir été violée avant de s'échapper huit mois après sa grossesse.
Julia rend visite à Burke et lui explique ses conclusions. Il l'attaque, révélant qu'il est le prêtre local ainsi que le père biologique de Samara, s'étant aveuglé pour échapper à sa fille ainsi qu'à ses pouvoirs. Julia le pousse dans les escaliers, l'assommant temporairement. Holt se précipite chez Burke, où il est assommé par celui-ci. Julia découvre le squelette de Samara derrière un mur et Burke essaie de l'étrangler pour l'empêcher d'incinérer les restes du corps de Samara. Il prétend que la crémation déclencherait un mal indicible sur le monde, et qu'il a tué plusieurs personnes qui tentaient auparavant de faire de même. Soudain, un essaim de cigales se mettent à voler, donnant physiquement forme à Samara via le téléphone de Julia. Samara guérit la cécité de Burke par le biais de ses pouvoirs et le tue. Holt revient à lui et se précipite vers Julia. Cette nuit-là, Julia et lui incinèrent le corps de Samara, dans une tentative d'apaiser son esprit une fois pour toutes, et rentrent chez eux.
Pendant que Julia est sous la douche, Holt écoute un message vocal de Gabriel, qui l'avertit du message en braille sur la paume de la main de Julia, que Holt commence à traduire. Dans la salle de bains, Julia arrache la peau d'où se trouvait la marque, révélant une peau grisâtre en dessous. Elle commence à cracher des cheveux noirs, d'où naît une cigale. Pendant ce temps, la copie de Julia de la vidéo maudite est envoyée à tout le monde par mail sur sa liste de contacts, qui devient virale, malgré les vaines tentatives de Holt pour stopper l'envoi et arrêter l'ordinateur. Alors que son ordinateur semble devenir fou, la traduction en braille révèle le mot « Renaissance », car Samara renaît en Julia, ce dont Julia se rend compte lorsqu'elle aperçoit le visage de Samara au lieu du sien dans le miroir.

## Fiche technique
- Titre français : Le Cercle : Rings ou simplement Rings[2]
- Titre original : Rings
- Titre québécois : Les Cercles
- Réalisation : F. Javier Gutiérrez
- Scénario : David Loucka, Jacob Aaron Estes et Akiva Goldsman, d'après l'œuvre de Kōji Suzuki
- Musique : Matthew Margeson
- Direction artistique : Naaman Marshall
- Décors : Meg Everist
- Costumes : Christopher Peterson
- Photographie : Sharone Meir
- Montage : Steve Mirkovich et Jeremiah O'Driscoll
- Production : Laurie MacDonald et Walter F. Parkes
  - Production déléguée : Guillermo del Toro, Doug Davison, Neal Edelstein, Roy Lee, Mike Macari et Amy Seyres
- Sociétés de production : Paramount Pictures,  BenderSpink, Vertigo Entertainment et Parkes+MacDonald Image Nation
- Société de distribution : Paramount Pictures (États-Unis, France)
- Budget : 25 millions de dollars[1]
- Pays de production :  États-Unis
- Langue originale : anglais
- Format : couleur
- Genre : horreur et fantastique
- Durée : 102 minutes[1]
- Dates de sortie[3] :
  - États-Unis : 3 février 2017
  - France : 1er février 2017
- Classification :
  - États-Unis : PG-13 (Interdit aux moins de 13 ans)[1]
  - France : interdit aux moins de 12 ans lors de sa sortie en salles

## Distribution
- Matilda Lutz (VF : Joséphine Ropion) : Julia
- Alex Roe (VF : Stanislas Forlani) : Holt
- Johnny Galecki (VF : Thierry Wermuth) : Gabriel
- Vincent D'Onofrio (VF : Emmanuel Jacomy) : Burke
- Aimee Teegarden (VF : Laura Felpin) : Skye
- Bonnie Morgan : Samara
- Chuck David Willis : Blue
- Patrick R. Walker (VF : Diouc Koma) : Jamal
- Zach Roerig (VF : Rémi Caillebot) : Carter
- Laura Wiggins (VF : Jessica Monceau) : Faith
- Lizzie Brocheré (VF : Geneviève Doang) : Kelly
- Karen Ceesay : l'agent de bord
- Dave Blamy : premier officier
- Michael E. Sanders : le pilote
- Randall Taylor : le père de Holt
- Drew Grey : Sam
- Kayli Carter : Evelyn
- Jill Jane Clemens : Mrs. Karen Styx
- Adam Fristoe : Chris

Sources et légende : Version française (VF)  sur RS Doublage

## Production

### Développement
Paramount Pictures a annoncé le titre initial du film The Ring 3D et a annoncé avoir choisi F. Javier Gutiérrez à la réalisation de ce nouveau long-métrage. En août 2014, Paramount Pictures a eu une discussion avec Akiva Goldsman afin de le convaincre d'écrire le scénario de ce nouveau volet avec David Loucka et Jacob Aaron Estes. Le 24 août 2016, Paramount dévoile la première bande annonce, ainsi que la première affiche du film. Le 22 septembre 2016, il a été annoncé que le film a été repoussé au 3 février 2017, pour éviter la compétition avec Ouija : les origines aux États-Unis.

### Attribution des rôles
Le 25 janvier 2015, Matilda Lutz est choisie pour incarner Julia, l'héroïne du film. Le 20 mars 2015, Alex Roe est choisi pour incarner Holt. Le 27 mars 2015, Aimee Teegarden rejoint le casting pour incarner Sky. Le 1er avril 2015, Johnny Galecki rejoint le casting pour incarner Gabriel, un professeur qui encadre et aide Holt et Julia.

### Tournage
Le tournage se déroule à Atlanta, du 23 mars 2015, jusqu'en juin 2015.

## Accueil

### Accueil critique
Le film reçoit des critiques généralement négatives, sur Rotten Tomatoes, le film obtient une note de 6% basée sur 56 avis avec une moyenne de 2.9⁄10. Sur Metacritic, le film obtient un score de 19 sur 100, basé sur 13 critiques. Alex Gilyadov de IGN a donné au film une note de 4.5⁄10, déclarant qu'il « opte pour des jump scares paresseux et une histoire d'origines compliquée que personne n'a demandé ni eu besoin », sans toutefois rejeter qu'il ait « des scènes glaciales et des visuels effrayants ».
Sur Allociné, il reçoit une note de 1.7⁄5 de la part de la presse basée sur 7 critiques.
- Avis de Gilles Esposito de Mad Movies : « Le spectateur de 2017 ressort de la projection en se disant qu'il ne pourra pas s'empêcher d'aller voir les développements de la saga, promis par la fin ouverte de ce "Rings" somme toute correct. »[18]
- Avis de Michael Valentin du journal Le Parisien : « "Le Cercle - Rings" s'avère une suite honnête de ses prédécesseurs, même si le réalisateur, l'Espagnol F. Javier Gutiérrez, n'exploite finalement pas l'aspect scientifique évoqué au début de son histoire, préférant s'orienter vers une traditionnelle enquête avec fausses pistes et coups de théâtre. »[19]

- Avis de Cécile Mury de Télérama : « Le nouveau remake américain du classique de l'horreur japonaise est à périr d'ennui. »[20]
- Avis de Frédéric Mignard du site aVoir-aLire.com a dit : « Après une pareille horreur, on conseillera à Hollywood de raccrocher pour de bon ; la téléconférence avec l'au-delà tourne au dialogue de sourd. »[21]

- Avis de Simon Riaux du site Écran Large : « Si vous le regardez, vous allez mourir de l'intérieur. »[22]

### Box-office
En Amérique du Nord, le film est sorti en même temps que Un monde entre nous et The Comedian. Lors de sa première journée d'exploitation, il a rapporté 5 640 000 dollars de recettes. Il finira son premier week-end d'exploitation avec 13 002 632 dollars et fini à la deuxième place du box-office derrière Split. Il a fini son exploitation aux États-Unis au bout de 7 semaines d'exploitation à la date du 23 mars 2017 avec un total de 27 793 018 dollars de recettes. Dans le monde, le film a rapporté 83 080 890 dollars de recettes au bout de 9 semaines d'exploitation.
En France, il a démarré son exploitation avec au total 41,086 entrées lors de sa première journée, pour un total de 235,611 entrées à la fin de sa première semaine d'exploitation. Il a fini son exploitation en France au bout de 5 semaines d'exploitation à la date du 7 mars 2017 avec un total de 458 561 entrées.
| Pays ou région    | Box-office      | Date d'arrêt du box-office | Nombre de semaines |
| ----------------- | --------------- | -------------------------- | ------------------ |
| États-Unis Canada | 27 793 018 $    | 23 mars 2017               | 7                  |
| France            | 458 561 entrées | 7 mars 2017                | 5                  |
| Mondial           | 83 080 890 $    | 10 avril 2017              | 9                  |

## Suite
Le vice-président de Paramount Pictures Rob Moore (en) a annoncé que si le film se révélait être un succès, d'autres suites seront produites. Cependant, ces plans sont laissés en suspens à la suite du départ de Moore. Dans une interview, le successeur de Moore, Megan Colligan, a dit que « le temps nous le dira » si une autre suite est dans les cartes.